# Jyotirmoyee Sikdar
Jyotirmoyee Sikdar (en bengali : জ্যোতির্ময়ী সিকদার) est une athlète et une femme politique indienne, née le 11 décembre 1969 dans le district de Nadia, au Bengale-Occidental.

## Carrière
Sikdar remporte le 800 mètres de demi-fond aux championnats d'Asie d'athlétisme 1995. Ensuite, elle décroche deux médailles de bronze aux 800 mètres et aux 1 500 mètres des championnats d'Asie d'athlétisme 1998, puis deux médailles d'or à ces deux épreuves lors des Jeux asiatiques de 1998 à Bangkok. Elle reçoit un prix Rajiv Gandhi Khel Ratna (en) pour la saison 1998–99 et est décorée de la Padma Shri en 2003.
Sikdar est membre du Parti communiste d'Inde (marxiste). Elle représente la circonscription de Krishnagar (en) à la 14e (en) Lok Sabha de mai 2004 à mai 2009. Elle se représente aux élections législatives de 2009 mais n'est pas réélue.